# Johannes Gottlieb de Bøtticher
Johannes Gottlieb de Bøtticher (født 18. maj 1676 i Falkenburg, Bagpommern, død 19. juni 1762 i København) var en dansk læge.
De Bøtticher var søn af borgmester Jovinianus Bötticher og Elisabeth von Rahn. Han tog doktorgraden 1705 i København ved en afhandling om pest. Han havde allerede da praktiseret nogle år i Helsingør, men forblev i København efter 1705. Under den store pestepidemi 1711 synes han at have været en meget nidkær læge, og han udgav senere en beskrivelse af epidemien.
På grund af hvad omgivelsen opfattede som hans store indbildskhed og ubehagelige væsen lykkedes det ham aldrig at få praksis, og han døde i stor fattigdom. Meget kendt er en klage fra ham (1735) over kvaksalvere og barberer.
Fra 1739 var han medlem af Deutsche Akademie der Naturforscher Leopoldina.
Gift 27. marts 1708 i Holbæk med Magdalene Margrethe Smidt (født ca. 1678, begravet 20. november 1754 i København), datter af renteskriver Jacob Sørensen Smidt og Sophie Amalie Bruun.
Han er begravet på Sankt Petri Kirkes kirkegård.